# William Mapother
William R. Mapother (Louisville, Kentucky, 1965. április 17. –) amerikai színész, korábban tanár.
A Notre Dame Egyetemen végzett. Mielőtt a színészi pálya felé vette az irányt, három évig tanított egy Észak-Los Angeles-i iskolában. Legismertebb alakítása Ethan Rom a Lost – Eltűntek című sorozatban.

## Élete
Louisville-ben (Kentucky) született. Tom Cruise unokatestvére, így sok filmjében asszisztálhatott már. Tom Cruise tanácsára elvégezte a szcientológiai intézet kurzusát, de nemigen vesz részt a vallásos tevékenységekben. Apja, William, Sr. ügyvéd 2002-ben rákban meghalt.[forrás?]

## Filmográfia

### Film
| Év   | Magyar cím                     | Eredeti cím                | Szerep                         | Magyar hang        |
| ---- | ------------------------------ | -------------------------- | ------------------------------ | ------------------ |
| 1989 | Született július 4-én          | Born on the Fourth of July | katona a vietnami szakaszban   |                    |
| 1998 | Korlátok nélkül                | Without Limits             | Bob Peters                     | Fekete Zoltán      |
| 1998 |                                | Trickle (rövidfilm)        | Josh Riddell                   |                    |
| 1998 |                                | The Unknown Cyclist        | néző                           |                    |
| 1999 | Magnólia                       | Magnolia                   | WDKK Show rendezőasszisztens   |                    |
| 2000 | Mission: Impossible 2.         | Mission: Impossible 2      | Wallis                         | Kapácsy Miklós     |
| 2000 | Majdnem híres (törölt jelenet) | Almost Famous              | csapos                         |                    |
| 2001 | A hálószobában                 | In the Bedroom             | Richard Strout                 | Galambos Péter     |
| 2001 | Kardhal                        | Swordfish                  | Gabriel embere                 |                    |
| 2002 | Különvélemény                  | Minority Report            | hotel dolgozója                |                    |
| 2002 |                                | Self Storage (rövidfilm)   | Graham                         |                    |
| 2003 | Befejezetlen kézirat           | The Kiss                   | Peter                          |                    |
| 2004 | Zéró gyanúsított               | Suspect Zero               | Bill Grieves                   | Juhász Zoltán      |
| 2004 | Zéró gyanúsított               | Suspect Zero               | Bill Grieves                   | Gardi Tamás        |
| 2004 | Átok                           | The Grudge                 | Matthew Williams               | Honti Molnár Gábor |
| 2005 | Dogtown urai                   | Lords of Dogtown           | Donnie                         | Jakab Csaba        |
| 2005 | Kegyetlen jel                  | The Zodiac                 | Dale Coverling                 | Holl Nándor        |
| 2005 |                                | Chloe (rövidfilm)          | doktor                         |                    |
| 2006 |                                | The Lather Effect          | Jack                           |                    |
| 2006 | World Trade Center             | World Trade Center         | Jason Thomas tengerészőrmester | Katona Zoltán      |
| 2007 | Tuti üzlet                     | Moola                      | Bob                            |                    |
| 2007 | Szívatós szívesség             | Moving McAllister          | Bob                            |                    |
| 2008 | Burrowers – A felszín alatt    | The Burrowers              | Will Parcher                   | Fekete Zoltán      |
| 2008 |                                | Hurt                       | Darryl Coltrane                |                    |
| 2011 |                                | A Warrior's Heart          | David Milligan                 |                    |
| 2011 | Felettünk a Föld               | Another Earth              | John Burroughs                 | Galambos Péter     |
| 2011 | Edwin Boyd                     | Citizen Gangster           | Rhys nyomozó                   | Sótonyi Gábor      |
| 2012 | Roosevelt, a faszagyerek       | FDR: American Badass!      | Dr. Ellington                  |                    |
| 2013 |                                | Underdogs                  | Bill Burkett                   |                    |
| 2014 | A szem tükrében                | I Origins                  | Darryl                         | Rajkai Zoltán      |
| 2015 | Múltbéli démonok               | The Atticus Institute      | Dr. Henry West                 | Kárpáti Levente    |
| 2015 | Blackhat                       | Blackhat                   | Rich Donahue                   | Rába Roland        |
| 2016 |                                | Tell Me How I Die          | Dr. Jerrems                    |                    |
| 2024 |                                | Outlaw Posse               | Angel                          |                    |

### Televízió
- Lost – Eltűntek (2004–2008) – Ethan Rom
- The Inside (2006) – (a 'Skin And Bone' c. epizódban)
- CSI: Miami helyszínelők (2004) – Pete Keller (Az elveszett fiú című epizód)